# Vojna vas
Vojna vas – wieś w Słowenii, w gminie Črnomelj. W 2018 roku liczyła 115 mieszkańców.